# Antonio Puigblanch
Antonio Puigblanch, o Antoni Puig i Blanch (Mataró, 3 de febrero de 1775 - Somers Town, Londres, 25 de septiembre de 1840), fue un filólogo y hebraísta español.

## Biografía

### Formación
Hijo del cordelero Antonio Puig Buñol y de Cecilia Blanch, estudió las primeras letras en el Colegio de Santa Ana, administrado por los escolapios de Mataró, y después fue novicio en la Cartuja de Montealegre (Barcelona), pero no llegó a profesar. Estudió cuatro años de Teología y dos de Cánones en el Seminario de Barcelona, y también estuvo en el de Gerona, pero no llegó a hacerse sacerdote. Amplió sus estudios pasando a Madrid en 1799 en el Colegio de Santo Tomás, y estudió disciplina eclesiástica en los Reales Estudios de San Isidro; en 1807 fue catedrático de hebreo en la Universidad Complutense de Alcalá de Henares y publicó una gramática de este idioma, Elementos de lengua hebrea (1808), en cuya disciplina se muestra discípulo del hebraísta Francisco Pascual Orchell. Estuvo también en la Universidad de Huesca. 

### Traslados al sur, Londres y vuelta a Cataluña
Redactó en la Gaceta de Madrid poco antes de la invasión napoleónica. Asuntos familiares (una empresa de pesca) le llevaron a La Higuerita (Isla Cristina) en 1811 y de ahí marchó al Cádiz de las Cortes, donde, convencido liberal, publicó con el seudónimo de Natanael Jomtob La Inquisición sin máscara, primero en fascículos y luego en un volumen, entre 1811 y 1813. La obra se tradujo rápidamente a otros idiomas (Londres, 1816; Weimar, 1817). 
En La Inquisición sin máscara defendió que Cataluña «abandone el idioma provincial», el catalán, para adoptar la «lengua nacional», el español, para «estrecharse más y más bajo las nuevas instituciones con el resto de la nación, e igualarla en cultura». De lo contrario, «el que no posea como nativa la lengua nacional» «será siempre extranjero en su patria» y «quedará privado de una gran parte de la ilustración que proporciona la recíproca comunicación de las luces».
En 1814 se refugió en Gibraltar, pero fue reclamado junto con Diego Correa y estuvo cuatro meses preso en Cádiz, aunque gracias a amistades influyentes pudo marchar a Inglaterra. En Londres se dedicó a la enseñanza del castellano y trabó amistad con Andrés Bello, quien tomó en cuenta sus puntos de vista para su famosa Gramática. Fue diputado a Cortes por Cataluña entre 1820 y 1822, donde se mostró como muy independiente y liberal exaltado. Al parecer inspiró la Tertulia patriótica de Barcelona, inaugurada en enero de 1822.

### Regreso a Inglaterra
Tras dejar de ser diputado fue juez de hecho en Madrid y catedrático de Historia eclesiástica de la Universidad Central en 1823. Ese mismo año emigró otra vez a Inglaterra, donde trabajó como cajista de imprenta en Londres. Allí publicó sus famosos Opúsculos gramático-satíricos del Dr. Antonio Puigbanch contra el Dr. Joaquín Villanueva escritos en defensa propia en los que también se tratan materias de interés común (Londres, 1828, 2 vols.), densa y revuelta obra de novecientas páginas compuesta en un estilo muy amanerado y afectadamene purista, sobre diversas cuestiones gramaticales y políticas y enfocado contra Joaquín Lorenzo Villanueva, clérigo liberal jansenista emigrado cuyas ínfulas de filólogo no podía soportar. 
Villanueva replicó a sus críticas en Juicio de los opúsculos gramático-satíricos de don Antonio Puigblanch, Dublín: Guillermo Powel, 1836. En uno de los puntos de los Opúsculos propone Puigblanch una federación de pueblos ibéricos. Ataca los defectos de la gran Gramática de Vicente Salvá, y este tuvo en cuenta sus observaciones para corregir las siguientes ediciones. Las críticas de Puigblanch se dirigen fundamentalmente a los supuestos valencianismos, arcaísmos, vulgarismos y otras incorrecciones que meticulosamente analiza en la obra de Salvá. Se adelantó a Raynouard al afirmar que las lenguas neolatinas provenían directamente del bajo latín y no a través de una lengua provenzal intermedia. La obra fue reeditada y muy ampliada en Londres en 1832. Allí trabó amistad con el bibliófilo y gramático Vicente Salvá. Tradujo además la Filosofía del espíritu humano en cien lecciones (1828) de Thomas Brown, los Sermones de Robert Hall (1832) y la Historia de Gil Blas de Santillana de Alain René Lesage, esta última aún inédita. Ayudó a su primo, Francisco Campderá y Camin, a divulgar en Londres sus inventos para ayudar a leer y enseñar música a los invidentes. Puigblanch los presentó en la Real Sociedad establecida en Londres para el fomento de las artes, manufacturas y comercio. Murió el 25 de septiembre de 1840 en el número 51 de Johnson Street (ahora Cranleigh Street), en Somers Town, Londres.

## Sus obras
En sus Opúsculos menciona tener escritos cierto número de obras de los cuales da el título y que han quedado inéditas, generalmente de carácter anticlerical, gramatical o político, entre ellas un Comentario a El injenioso (sic) Hidalgo D. Quixote de la Mancha. Escribió también Observaciones sobre la lengua catalana, manuscrito en que comenta la Gramàtica de Josep Pau Ballot i Torres, y el poema en catalán Les Comunitats de Castella (¿1823?). Colaboró en la traducción del Nuevo Testamento (1832) al catalán, con el título Lo Nou Testament de Nostre Senyor Jesucrist traduït de la Vulgata llatina en llengua catalana amb presència del text original, y reimpresa en 1835 en Londres, en 1836 en Barcelona y en 1888 en Madrid.

### Obras
- Elementos de lengua hebrea, Madrid, 1808.
- (Como Natanael Jomtob) La Inquisición sin máscara, o disertación en que se prueban hasta la evidencia los vicios de este tribunal y la necesidad de que se suprima. Cádiz, Imprenta de Josef Niel, 1811. Hay ed. facsímil, Barcelona: Alta Fulla, 1988. Hay traducciones al inglés y al alemán.
- Opúsculos gramático-satíricos, Londres: Imprenta de Guillermo Guthrie, 1828, segunda edición muy ampliada y en dos vols. también en Londres, 1832. Hay edición facsímil en Barcelona, Editorial Curial, 1976, también en 2 vols.
- Prospecto de la obra... intitulada Observaciones sobre el origen y genio de la lengua Castellana, Londres, 1828.
- Observaciones sobre la lengua catalana, manuscrito en que comenta la Gramàtica de Josep Pau Ballot i Torres
- Les Comunitats de Castella (¿1823?).
- Traducción de Thomas Brown, Filosofía del espíritu humano en cien lecciones. London, 1828.
- Traducción de Robert Hall, Sermones entresacados de los que escribió en idioma inglés el Rdo. Roberto Hall. Primero, de los malos efectos de la incredulidad; segundo, de lo útil que es la educación en las clases inferiores del pueblo; tercero, oración fúnebre hecha en la muerte de su alteza real Carlota Augusta princesa de Gales en Leicester, 6 de noviembre de 1817. Londres: Impr. de J. Hillblack Horse Court, 1832.